# 도덕주의적 심리치료적 이신론
도덕주의적 심리치료적 이신론(Moralistic therapeutic deism, MTD) 혹은 도덕적/심리치료 이신론은 미국의 젊은이들이 널리 공유하는 신앙관을 뜻하는 단어이다. 이 용어를 처음 소개한 이는 사회학자 크리스천 스미스와 멜린다 룬드퀴스트 덴튼이며 그들이 함께 낸 2005년 저서 《영혼성찰: 미국 청소년들의 종교적, 영적 삶 (Soul Searching: The Religious and Spiritual Lives of American Teenagers)》에서 처음 인용되었다 (이 책은 전국 청소년 및 종교 연구 프로젝트의 결과이다).

## 정의
스미스와 덴튼의 연구에 따르면 많은 젊은이들이 믿는 이 몇 가지 신앙관은 세계 주요 종교들에만 국한되지 않은 도덕률을 공유하고 있다. 이것은 새로운 종교나 신학이 아니라 일반적으로 받아들여지는 일련의 영적 신념이며 이 저자들이 "도덕적 치료 이신론"이라고 부르는 것은 이러한 신념의 조합이었다.
#주요 교리
1. 신은 존재하며 우주를 창조했고 지상에 있는 인간세계를 보살피고 있다.
2. 신은 인간들이 서로에게 선하고 착하고 공정하게 대하기를 원하며 이것은 성경과 대다수의 다른 종교에서 가르치는 바이다.
3. 인생의 가장 중요한 목표는 행복하게 사는 것이며 자신에 대해 만족해야 하는 것이다.
4. 한 개인의 삶에 신이 관여할 필요는 없다 (다만 큰 문제가 생겨 그의 개입이 정말로 필요로 할 때는 제외).
5. 선한 사람들은 죽은 후 천국에 가게된다.

위의 신념들은 약 3,000명의 청소년과의 인터뷰를 통해 수집되었다.

## 저자들의 분석
저자들이 이 신앙관을 "도덕적"이라고 표현하는 이유는 이것이 "삶에 관해 도덕적인 접근 방식을 가르치고 있기" 때문이다. 그들은 이 시스템이 선하고 행복한 삶을 사는 데 있어 핵심이 선하고 도덕적인 사람이 되는 것이라고 가르치고 있으며 또한 "신자들에게 심리치료적 혜택을 제공하는 데에 초점을 맞추고 있다"고 서술했다. 이런 초점은 "죄로부터의 회개, 안식일 준수, 주권적인 신의 종으로서의 삶, 기도와 성일에 대한 충실한 준수, 고난을 통해 인격을 형성하는 것..." 등의 전통적 신앙의 중점들을 대체하고 있으며 저자들은 이것을 "특정한 종류의 신에 대한 믿음[이며], 즉 실존하며 세상을 창조했으며 동시에 우리의 보편적 도덕 질서까지 규정하는 존재이지만 개개인의 일에 특별히 관여치는 않는 – 특히 신이 개입하는 것을 원치 않는 일에는 더욱 그러한 신앙관"이라고 서술했다.
신이 개인에게서 멀리 떨어져있다는 점은 이 종류의 유신론에서 왜 이신론이라는 용어를 채택했는지 설명해주고 있다. 비록 "여기서 이신론은 고전적인 18세기 형태에서 치료적 한정어를 사용하므로써 수정되었지만 필요할 때면 먼 곳에 있는 신을 선택적으로 소환할 수 있도록 만든 형태이다." 그것은 신을 "우주의 집사, 우주의 치료사의 조합같이 비슷하게 보는 것이며, 이 신은 항상 대기 중이고, 발생하는 모든 문제를 처리하며, 전문적으로 그의 인류가 더 자기만족할 수 있도록 돕고, 이 과정에 너무 개인적으로 관여하지는 않는다."
저자들은 어느 모로 보나 "미국 기독교인 인구의 상당수가 실제 역사적 기독교 전통과는 전혀 동떨어진 신앙관을 갖고 있다고 하며, 이것은 심각하게 변형되여 "기독교적 도덕적 심리치료적 이신론"이라는 기독교의 사생아-의붓사촌 뻘이 된다고 설명했다.
켄다 크리지 딘이 쓴 2010년 저서 <얼추 기독교인: 우리 청소년들의 믿음이 미국 교회에 말해주고 있는 것>에서 그녀는 "문제는 교회들이 젊은이들을 잘못 가르치고 있는 것이 아니라, 우리가 정말로 믿는 것을 젊은이들에게 잘 전수하고 있다는 것이다. 그것은 바로 1) 기독교는 별로 중요하지 않다는 것, 2) 하나님이 우리에게 요구하는 것은 별로 없다는 것, 그리고 3) 교회는 착한 사람들로 가득찬 사회 기관이라는 것이다. 그녀는 또한 이렇게 덧붙였다. "교회들이 도덕적 심리치료적 이신론을 계속해서 더 관습화하게 된다면 청소년들을 교회에 더 자주 참석하도록 하는 것은 해결책이 되지 않는다 ([아니,] 아마도 상황을 더 악화시킬 수 있다.) 더 신실한 교회를 만드는 것이 해결책이다. ... 아마도 문제는 단순히 임금이 벌거벗었다는 데 있을 수 있다."

도덕적 심리치료적 이신론은 종종 타종교를 포용하려는 경향이 있으며 연구 참가자 중 한 청소년은 이렇게 말했다.
윤리는 종교에 있어서 큰 부분을 차지합니다. 사회에 건강한 영향을 주는 윤리는 좋은 거죠. 기독교처럼 (내가 알고 있는 것은 이 종교 뿐이거든요) 가치관을, 왜 있잖아요, 십계명 같은 것에서 가져온 다는 거요. 각 종교가 다 자기 나름대로 중요하다고 생각합니다. 왜 있잖아요, 본인이 무슬림이라면 본인에게는 이슬람이 길인 거죠. 유대인이라면 뭐 그것도 좋구요. 그리스도인인 것도 잘된 거죠. 본인에게 만족하는 거면 다 좋은 거죠.

## 비판
이 용어의 창시자들은 "어떤 십대도 실제로 자신을 지칭할 때 "도덕적 심리치료적 이신론자'라는 용어를 사용하지는 않을 것"이라 인정한다. 일부 비평가들은 이신론이라는 용어의 사용에 대해 문제를 제기한다.

## 기타
반종교적 성향의 시사평론가 데이먼 링커는 2009년 블로그 게시물에서 자신의 의견을 공유한 적 있다. 그는 도덕적 심리치료적 이신론이 신학적으로는 "무미"하지만 "매우 차별화된 21세기 미국을 위해 시민 종교 역할을 하기에는 완벽하다"고 제안했다. 이에 대해 콜린 핸슨, 로스 다우타트, 및 로드 드레어는 이의를 제기한 바 있다.

## 같이 보기
- 이신론
- 명목상의 기독교인
- 탈기독교
- 미국의 종교
- "영적이지만 종교적이지는 않아요"

## 참고자료